# Chinatown

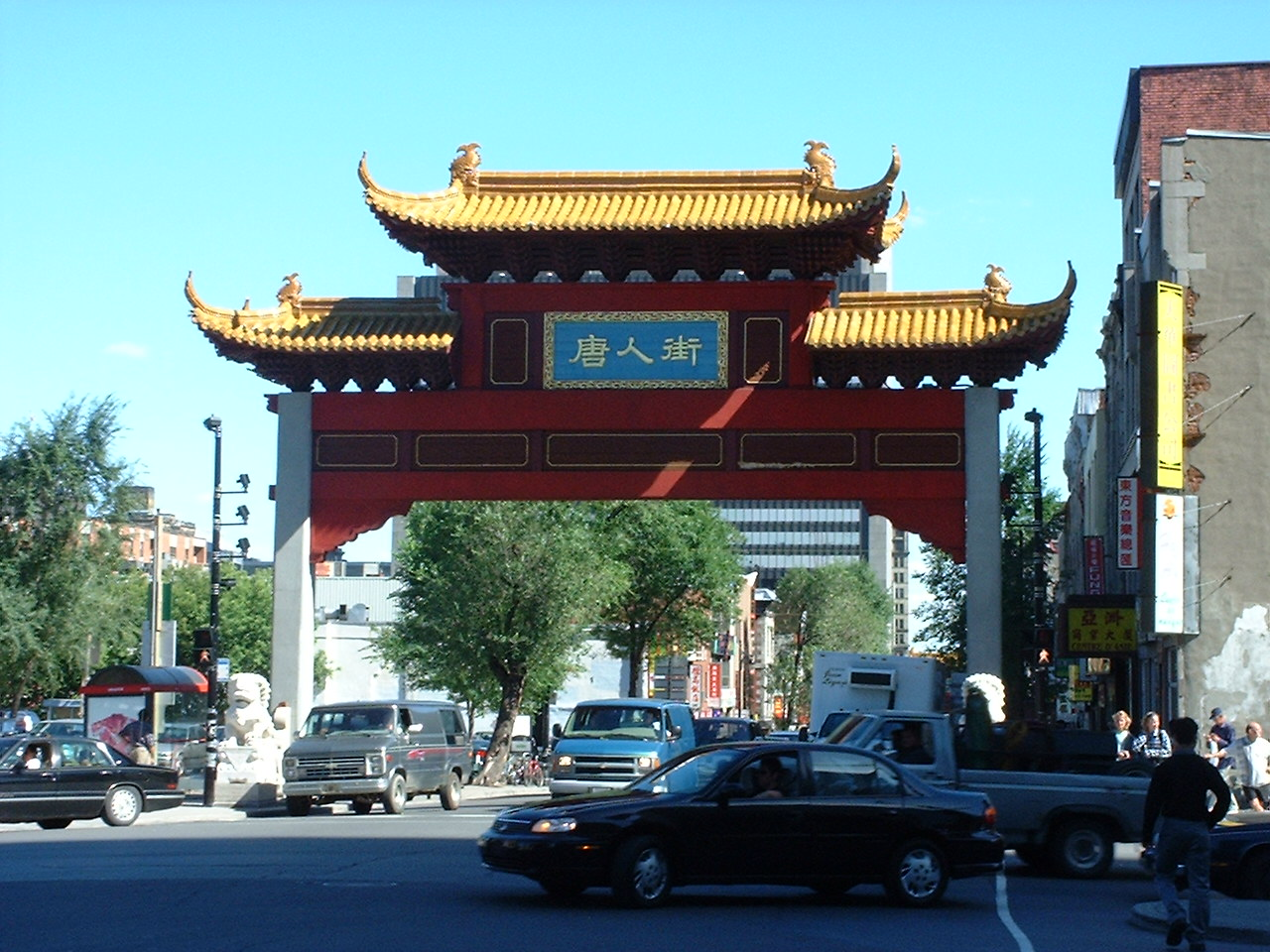
A Chinatown de Montreal.

Uma Chinatown é uma região urbana que contém uma grande população de chineses dentro de uma sociedade não-chinesa. Mais comumente achados na América do Norte (Canadá e Estados Unidos), podem ser encontrados também em certas cidades na Europa e na Austrália.
No Canadá e dos Estados Unidos as Chinatowns foram criadas no século XIX, como o resultado de leis discriminatórias que proibiam a venda de terra a chineses ou restringiam tal venda a uma determinada área da cidade, segregando os chineses do resto da sociedade.
Em Paris a Chinatown foi criada na Primeira Guerra Mundial como uma forma de substituir os trabalhadores franceses que lutavam na guerra.
No Reino Unido as Chinatowns costumam não se concentrar apenas em um bairro, mas em várias regiões da cidade, principalmente em áreas comerciais,cultivando sua cultura e comidas.

## Na cultura popular

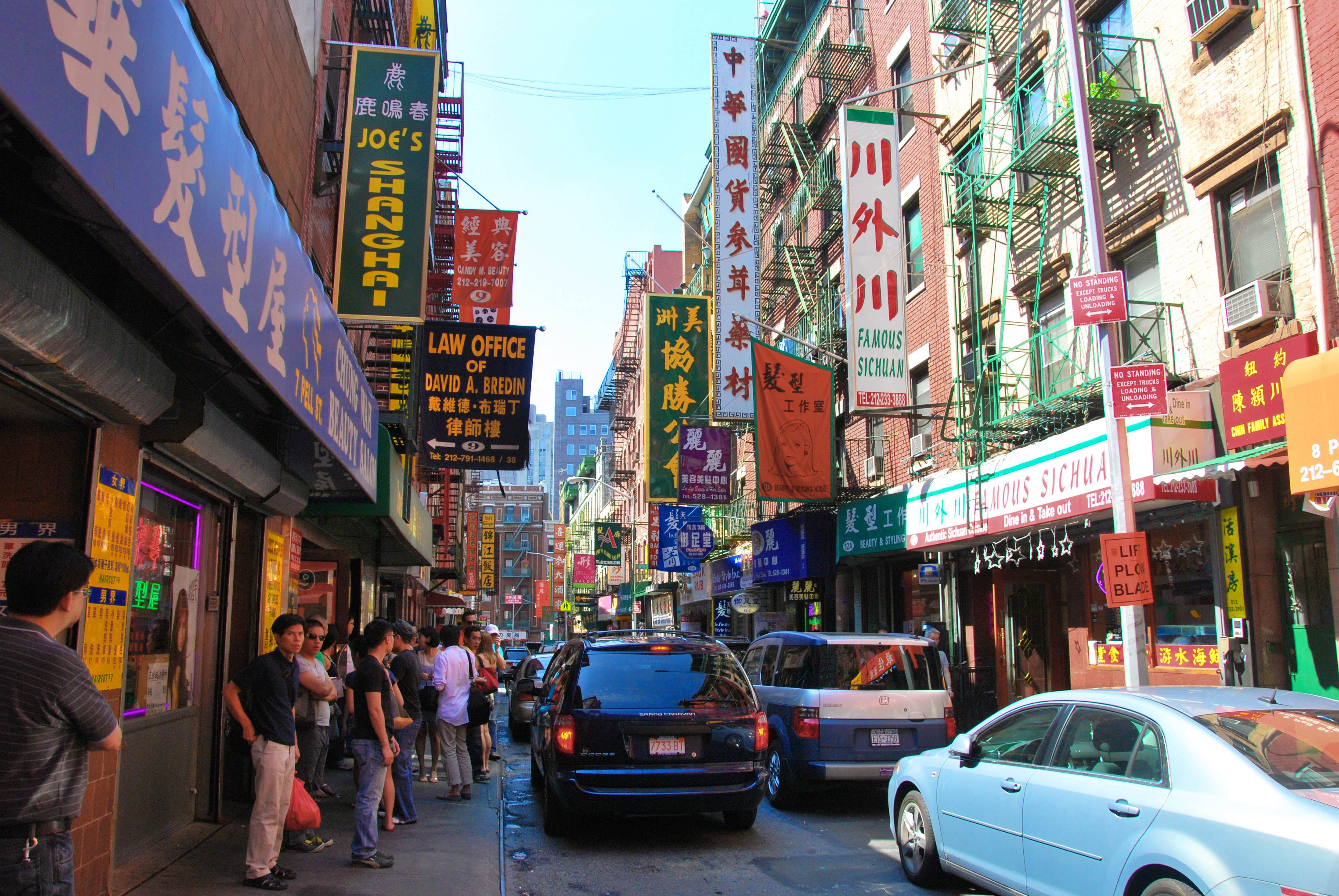
Chinatown de Nova Iorque.

No filme A Hora do Rush estrelado por Chris Tucker, e Jackie Chan, é possível ver o local onde o Detetive James Carter (Chris Tucker) fala para Lee (Jackie Chan), "Nunca fui à China, mas tenho certeza que esse lugar é igualzinho" referindo-se à Chinatown de Los Angeles. No filme Os Aventureiros do Bairro Proibido as cenas são em relação a Chinatown de São Francisco. No filme RED - Aposentados e Perigosos, quando Frank Moses (Bruce Willis) vai com a "namorada" Sarah (Mary-Louise Parker) descobrir um assassinato de uma jornalista.